# Longevilles-Mont-d'Or
Longevilles-Mont-d'Or is een gemeente in het Franse departement Doubs (regio Bourgogne-Franche-Comté) en telt 368 inwoners (1999). De plaats maakt deel uit van het arrondissement Pontarlier.

## Geografie
De oppervlakte van Longevilles-Mont-d'Or bedraagt 13,5 km², de bevolkingsdichtheid is 27,3 inwoners per km².

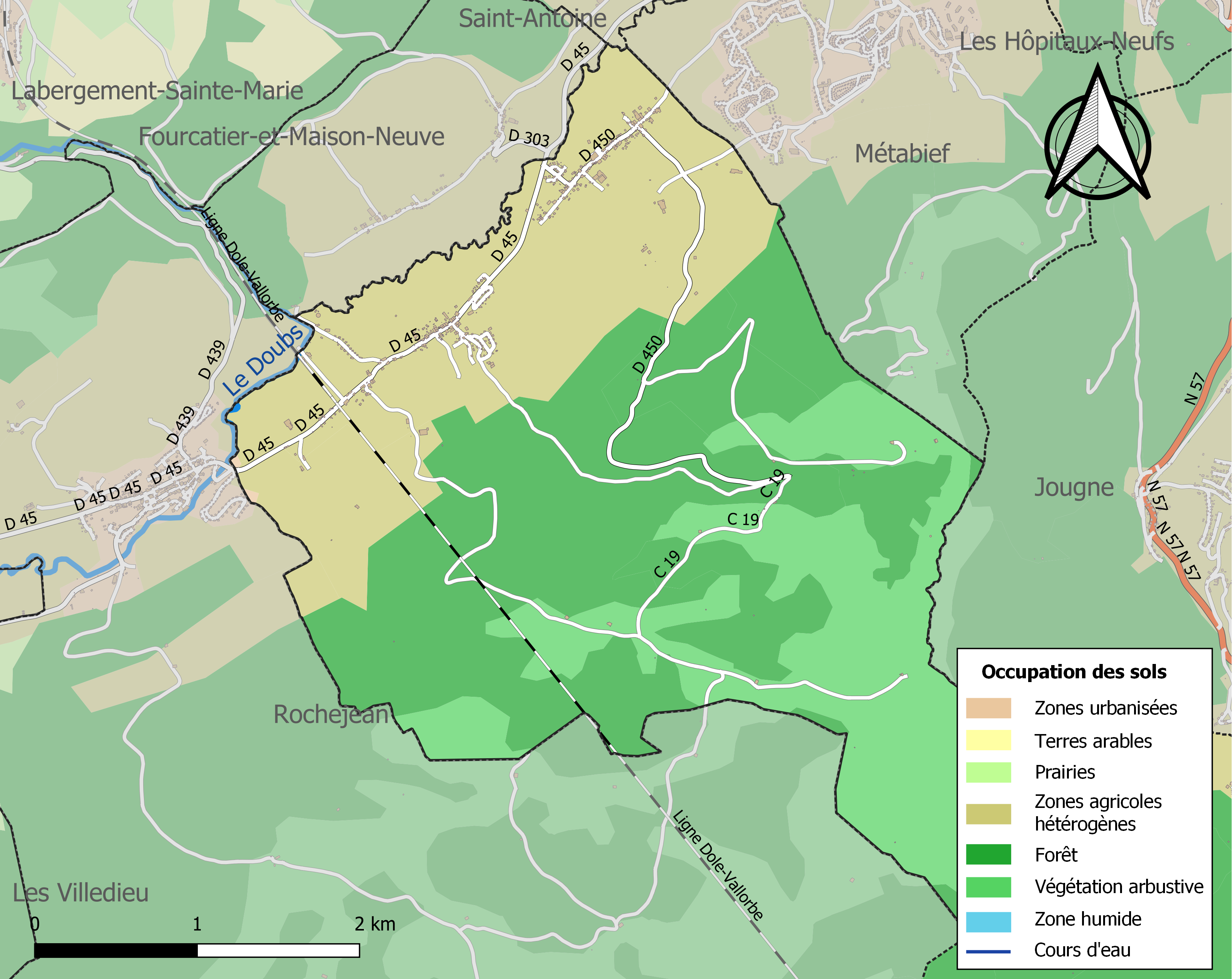
Kaart van de gemeente met de belangrijkste infrastructuur, bodemgebruik en omliggende gemeenten

## Demografie
Onderstaande figuur toont het verloop van het inwonertal (bron: INSEE-tellingen).